# دارين جونز (سياسي)
دارين جونز (بالإنجليزية: Darren Jones)‏ هو سياسي بريطاني، ولد في 13 نوفمبر 1986 في برستل في المملكة المتحدة. نشط حزبياً في حزب العمال. في الانتخابات التشريعية البريطانية 2017، انتخب عضو برلمان المملكة المتحدة الـ57 عن دائرة شمال غرب بريستول وقد انضم خلال فترته النيابية ‏ (8 يونيو 2017 – ) للكتلة البرلمانية حزب العمال.